# Kean (film fra 1921)
 For alternative betydninger, se Kean. (Se også artikler, som begynder med Kean)
Kean er en tysk stumfilm fra 1921 af Rudolf Biebrach.

## Medvirkende
- Heinrich George som Edmund Kean
- Carola Toelle som Anna Danby
- Alfons Fryland som von Wales
- Olga Limburg som Coefeld
- Fritz Junkermann
- Felix Norfolk som Melville
- Wilhelm Diegelmann som Konstabler